# Ланча 037
Ланча 037 е италиански автомобил произвеждан от италианския производител Ланча от 1982 до 1983 г.

## Технически характеристики
В зависимост от различните версии на автомобила теглото му достига от 960 до 1020 кг. Двигателят Abarth tipo 232ar4 е четирицилиндров централно разположени надлъжно.

## Производство
От модела са произведени 262 броя.